# Parafia św. Marii Magdaleny w Szczutowie
Parafia Świętej Marii Magdaleny w Szczutowie – rzymskokatolicka parafia należąca do dekanatu sierpeckiego, diecezji płockiej, metropolii warszawskiej. Została erygowana w 1415. Mieści się przy ulicy 3 Maja.
Z tej parafii pochodzi bp Roman Marcinkowski.
W czerwcu 2024 zmarł wieloletni proboszcz tej parafii ksiądz Marian Antoni Orzechowski.

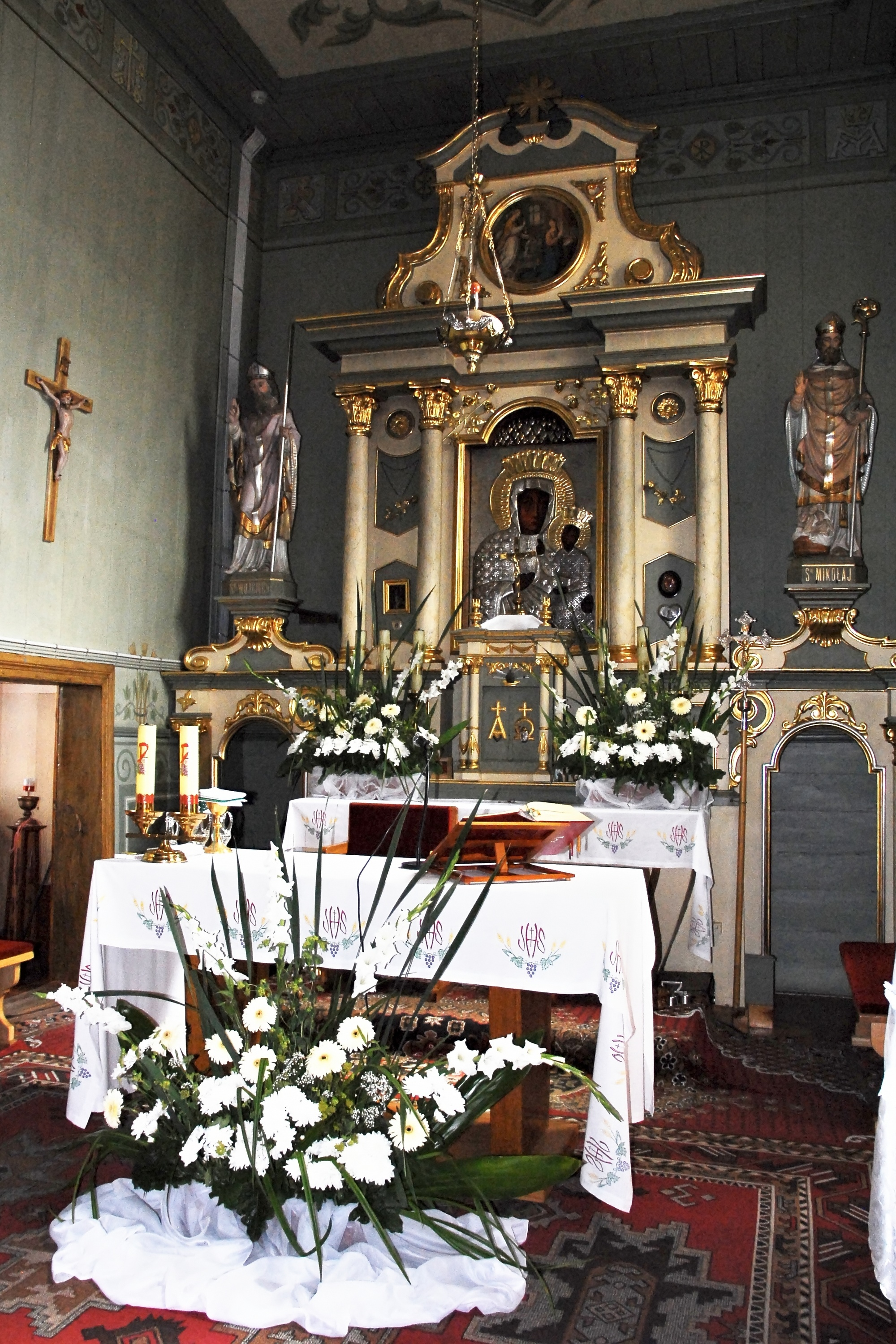
Ołtarz kościoła